# Commission déléguée du gouvernement (Espagne)
Les commissions déléguées du gouvernement (Comisiones Delegadas del Gobierno) du royaume d'Espagne constituent des organes collégiaux du gouvernement.

## Création
Toute commission est créée ou supprimée, et son organisation modifiée, par décision du conseil des ministres, au moyen d'un décret royal (Real Decreto), sur proposition du président du gouvernement. Ce décret doit toujours spécifier quel membre du gouvernement assure la présidence de la commission, quels ministres, et secrétaires d'État le cas échéant, en font partie, les fonctions de la commission et quel membre en est le secrétaire.
Cependant, toute personne titulaire d'une fonction supérieure et de direction de l'administration générale de l'État peut se voir convoquer à une réunion de la commission, si cela est jugé nécessaire.

## Fonctions
Les commissions déléguées du gouvernement ont quatre missions essentielles. Elles examinent toute question de caractère général en relation avec quelques-uns des différents départements ministériels qui les intègrent, elles étudient les affaires qui concernant plusieurs ministères et nécessitent qu'une proposition conjointe soit élaborée avant sa résolution par le Conseil des ministres, elles résolvent les mêmes affaires lorsqu'il n'est pas nécessaire que le conseil en soit saisi, et elles exercent n'importe quelle autre attribution que leur confère les règles en vigueur ou leur délègue le Conseil des ministres.

## Commissions

### Actuelles
Il y a actuellement cinq commissions déléguées : 
| Titre | Présidence                                                                                                  | Membres |
| --- | --- | ------- |
| Commission déléguée du gouvernement pour les Affaires économiques Comisión Delegada del Gobierno para Asuntos Económicos           | Carlos Cuerpo Ministre de l'Économie, du Commerce et des Entreprises                                        | 18      |
| Conseil de sécurité nationale Consejo de Seguridad Nacional                                                                        | Pedro Sánchez Président du gouvernement                                                                     | 19      |
| Commission déléguée du gouvernement pour les Affaires de renseignement Comisión Delegada del Gobierno para Asuntos de Inteligencia | María Jesús Montero Vice-présidente du gouvernement Ministre des Finances                                   | 13      |
| Commission déléguée du gouvernement pour le Défi démographique Comisión Delegada del Gobierno para el Reto Demográfico             | Teresa Ribera Vice-présidente du gouvernement Ministre de la Transition écologique et du Défi démographique | 25      |
| Commission déléguée du gouvernement pour l'Agenda 2030 Comisión Delegada del Gobierno para la Agenda 2030                          | Yolanda Díaz Vice-présidente du gouvernement Ministre du Travail et de l'Économie sociale                   | 24      |